# Claudia Cornelsen
Claudia Cornelsen (* 4. November 1966 in Hannover) ist eine deutsche Buchautorin, Ghostwriterin und Kommunikationsberaterin in Berlin.

## Beruflicher Werdegang
Claudia Cornelsen absolvierte ein geisteswissenschaftliches Studium (Kunstgeschichte, Germanistik, Philosophie) in Münster und Hamburg. Sie schrieb Artikel und Rezensionen für diverse Printmedien (Westfälische Rundschau, taz, Frankfurter Allgemeine Zeitung, Financial Times Deutschland u. a.), und betrieb zwischenzeitlich den kleinen Hörbuchverlag bello records. Außerdem hatte sie diverse Lehrtätigkeiten (Universität Hamburg, Hamburger Universität für Wirtschaft und Politik, Deutsche Angestellten-Akademie, u. a.
Von 1993 bis 2013 führte sie eine eigene Agentur mit den Schwerpunkten Wirtschaftskommunikation, Personality-Public Relation, Non-Profit-Kommunikation mit zwischenzeitlich 15 angestellten Mitarbeitenden in Hamburg, Mannheim und Berlin.
2014 gründete sie die Kommunikationsberatung Parnass in Berlin und berät Einzelpersonen aus Wirtschaft, Wissenschaft und Zivilgesellschaft. Sie schreibt regelmäßig als Gastautorin in der Frankfurter Rundschau.
Zusammen mit Michael Bohmeyer verfasste sie das Buch Was würdest du tun?, das im Januar 2019 erschien und direkt nach Erscheinen auf Platz 3 der Spiegel-Bestsellerliste landete.
Im August 2023 erschien das Buch Es braucht nicht viel, das sie zusammen mit Helena Steinhaus geschrieben hat.

## Audio
- Ghostwriterin Claudia Cornelsen „Mein Leben hat mehr Brücken als Venedig“, Deutschlandfunk Zwischentöne, im Gespräch mit Florian Felix Weyh, 28. November 2021

## Publikationen
Claudia Cornelsens Publikationen sind überwiegend nicht unter ihrem Namen erschienen. Als Autorin und Ghostwriterin publizierte sie über 50 Sachbücher zu Wirtschaft, Management und Politik, Romane und Hörbücher, darunter mehrere Bestseller. Sie ist Autorin bzw. Co-Autorin folgender Bücher:
- 1x1 der PR. Öffentlichkeitsarbeit leicht gemacht. Haufe Verlag, Freiburg 1997.[9] (2002, ISBN 3-448-05122-5)
- Lila Kühe leben länger - PR-Gags, die Geschichte machten. Carl Ueberreuter, Wien / Frankfurt 2001, ISBN 3-7064-0828-7.[10]
- unter Pseudonym: Robert Musil, Der Manager ohne Eigenschaften. Ueberreuter, München / Wien 2003.[11]
  - unter Pseudonym: Karl Marx, Das Kapitalverbrechen. Ueberreuter, München / Wien.
- mit Konrad Peschmann (Komposition), Ingo Abel (Regie, Sprecher), Marianne Bernhardt (Sprecherin), Xavier Naidoo (Sprecher), Joy Fleming (Sprecherin), Hans O. Henkel (Sprecher): Mannheimer Seufzer: Ein kriminalistisches Stadtporträt. Hörbuch. Bello Records, Hamburg 2004, ISBN 3-00-012280-X.[12]
- mit Alexander Freiherr Knigge und Stefani Kampmann (Illustration): Expedition Knigge. Oder das Geheimnis eines alten Buches. Campus, Frankfurt / New York 2005,[13] ISBN 978-3-593-37648-6.
- Maerz in Hannover. Hörbuch. Bello Records, Hamburg 2006.[14]
  - mit Moritz Freiherr Knigge: Zeichen der Macht. Die geheime Sprache der Statussymbole. Berlin: Econ,[15] ISBN 3-430-11848-4.
- Co-Autorin: ArmSelig. Die Mannheimer Vesperkirche – Bilder, Geschichten, Gedanken. Mannheim 2008, Evangelische Kirche Mannheim[16]
  - Ich. Bin. Eine. Mörderin. Roman, Hamburg, Atrium Verlag[17][18]
- mit Michael Bohmeyer und Götz W. Werner (Vorwort): Was würdest du tun? Wie uns das Bedingungslose Grundeinkommen verändert. Antworten aus der Praxis. Econ Verlag, Berlin 2019, ISBN 978-3-430-21007-2.[19]
- mit Helena Steinhaus: Es braucht nicht viel. S. Fischer, Frankfurt am Main 2023, ISBN 978-3-10-397557-4.[20]